# 속새속
속새속(--屬, 학명: Equisetum 에퀴세툼[*])은 속새과의 속이다. 15개 종의 관다발식물로 이루어져 있다. 여러해살이 초본 식물이며, 보통 겨울에 죽지만 상록 식물인 것도 있다. 보통 0.2~1.5 m까지 자라나 에퀴세툼 텔마테이아(E. telmateia)는 2.5 m까지 자랄 수 있으며, 열대종인 에퀴세툼 기간테움(E. giganteum)과 E. myriochaetum은 각각 5 m와 8 m까지 자랄 수 있다.
줄기는 비어 있고 표면은 울퉁불퉁하고 마디가 져 있으며, 광합성을 할 수 있다. 마디마다 가는 가지가 바퀴살과 같이 나 있다. 포자는 붓의 촉과 같이 생긴 포자수에 들어 있다. 쇠뜨기(E. arvense)의 생식 줄기를 뱀밥이라 한다. 종자식물이 출현하기 전에는 다양한 종이 지구상에 퍼져 있었다. 어떤 종은 30 m까지 자라기도 했다. 노목은 석탄 화석으로 자주 볼 수 있다.

## 하위 종
속새아속(subg. Hippochaete)
- 개속새 E. ramosissimum Desf.
  - E. ramosissimum subsp. debile (Roxb. ex Vaucher) Hauke
- 속새 E. hyemale L.
  - E. hyemale var. affine (Engelm.) A.A.Eaton
  - E. hyemale var. elatum (Engelm.) C.V.Morton
- 좀속새 E. scirpoides Michx.
- E. californicum (Milde) G.N.Jones
- E. giganteum L.
- E. × haukeanum Mickel & A.R.Sm.
- E. laevigatum A.Braun
  - E. laevigatum f. scabrellum (Engelm.) M.Broun
- E. × mackaii (Newman) Brichan
- E. × moorei Newman
- E. myriochaetum Schltdl. & Cham.
- E. × nelsonii (A.A.Eaton) J.H.Schaffn.
- E. robustum A.Braun ex Engelm.
- E. × schaffneri Milde
- E. trachyodon (A.Braun) W.D.J.Koch
- E. variegatum Schleich. ex F.Weber & D.Mohr
  - E. variegatum subsp. alaskanum (A.A.Eaton) Hultén

쇠뜨기아속(subg. Equisetum)
- 개쇠뜨기 E. palustre L.
- 능수쇠뜨기(솔속새) E. sylvaticum L.
- 물속새(개물쇠뜨기) E. fluviatile L.
  - E. fluviatile f. linnaenum (Döll) M.Broun
- 물쇠뜨기(묏속새) E. pratense Ehrh.
- 쇠뜨기(북쇠뜨기) E. arvense L.
- E. bogotense Kunth
- E. californicum (Milde) G.N.Jones
- E. diffusum D.Don
- E. × ferrissii Clute
- E. × haukeanum Mickel & A.R.Sm.
- E. × litorale Kühlew. ex Rupr.
- E. robustum A.Braun ex Engelm.
- E. telmateia Ehrh.
  - E. telmateia subsp. braunii (J.Milde) Hauke
- E. trachyodon (A.Braun) W.D.J.Koch